# Hi-Fi (роман)
Hi-Fi (англ. High Fidelity) — роман 1995 года, британского писателя Ника Хорнби. В России выпускался издательствами «Лениздат», «Иностранная литература» и «Амфора».
В 2000 году экранизирован Стивеном Фрирзом в фильме «Фанатик» (High Fidelity).
Также роман лег в основу выпущенного в 2006 году на Бродвее одноимённого мюзикла.
В 2020 году по книге вышел сериал «Меломанка» с Зои Кравиц в главной роли.